# Total War: Rome II
Total War: Rome II – gra komputerowa łącząca strategiczną grę turową i strategiczną grę czasu rzeczywistego stworzona przez The Creative Assembly i wydana 3 września 2013 roku przez firmę Sega. Należy do serii Total War i po raz drugi przenosi graczy do okresu starożytnego Rzymu.

## Fabuła
Gracz wciela się we władcę jednej z ośmiu frakcji: Rzymu, Kartaginy, Macedonii, Icenów, Arwernów, Swebów, Partów lub Egipcjan. Późniejsze dodatki do gry (DLC) wprowadzają możliwość gry kolejnymi frakcjami, min. plemionami germańskimi, trackimi, państwami greckimi (Epir, Ateny, Sparta, Syrakuzy), królestwami diadochów (Seleucydzi, Baktria), imperiami wschodnimi (Armenia, Partia, Pont) i plemionami nomadów (Scytowie, Massageci). Poprzez zdobywanie kolejnych prowincji, zarządzanie nimi naszym zadaniem jest osiągnięcie hegemonii nad innymi frakcjami, których na mapie kampanii jest 117. Okres historyczny rozłożony został na kilka wieków, począwszy od powstania Republiki Rzymskiej.

## Rozgrywka
Gra odbywa się na dwóch płaszczyznach, poprzez mapę strategiczną i mapę taktyczną (bitewną). Pierwsza z nich odpowiada za zarządzanie państwem, jego prowincjami oraz działania dyplomatyczne. Druga natomiast oddaje trójwymiarowy obraz bitew, gdzie gracz prowadzi do boju swoje wojska. Po raz pierwszy w serii zastosowano nowy widok kamery, który można oddalić i zobaczyć całą bitwę w postaci ikon, dzięki czemu dużo łatwiej można przemieszczać się pomiędzy poszczególnymi wydarzeniami na polu bitwy. Gra jako pierwsza w serii oferuje także podczas bitew możliwość walki jednocześnie jednostkami morskimi jak i lądowymi.